# WinMerge
A WinMerge egy nyílt forráskódú program, szövegalapú fájlok különböző verzióinak vizuális összehasonlítására és egyesítésére használható.

## Képességek
- Fájlok különbségeinek vizuális megjelenítése
- Szerkesztő szövegkiemeléssel (syntax highlighting)
- DOS, UNIX és MAC szövegformátumok kezelése
- Unicode támogatás
- Kiemeli a soron belüli különbségeket
- Elmozgatott sorok felismerése az összehasonlítás során
- Beépülés a shell-be
- Projektek különböző verzióinak archiválása, 7-Zip tömörítéssel
- Pluginek
- Több nyelv támogatása, köztük magyar is
- HTML-alapú kézikönyv (angol nyelven)

## Hiányok
- Nem lehet egyszerre 3 vagy több fájlt összehasonlítani
- Sorok előtt nincs számozás